# Рязаново (Ульяновская область)
Ряза́ново — село, расположенное в Мелекесском районе Ульяновской области, на берегу Куйбышевского водохранилища. Административный центр Рязановского сельского поселения.

## История
Село Рязаново является одним из древнейших сел Заволжья.
Название села имеет фамильную основу. Фамилия Рязановы упомянута в документах Симбирского уезда за 1694 год. В архиве книг и документов Рязановской церкви, обнаруженном в 1929 году при ее упразднении, имелись записи о селе за 1700 год. В грамоте 1704 года есть запись: «... за Волгою рекою в даче и в округе и в урочищах Ивана Рязанова». Следовательно, в конце XVII века село Рязаново уже существовало.

В 1768 г. Самарская Лука с прилегающими к ней территориями правого и левого берегов реки Волги была «пожалована» Екатериной II организаторам дворцового переворота братьям Орловым, и село Рязаново, со всеми окрестными земельными угодьями, лугами, пашнями, лесами, водоемами и крепостными крестьянами, оказалось в составе знаменитой Орловской, а затем Орловско-Давыдовской Усольской вотчины. В середине XIX в. село принадлежало графу Владимиру Петровичу Орлову-Давыдову. 
Отступление:

ОРЛОВЫ-ДАВЫДОВЫ - графский род, помещики Симбирской губернии, потомки графа Владимира Григорьевича Орлова (1743—1831), дочь которого, Наталья Владимировна, вышла замуж за Петра Львовича Давыдова, родственника героя войны 1812 года Дениса Васильевича Давыдова. Поскольку мужского потомства с родовой фамилией у Орловых не осталось, сыну Н.В. Орловой и П.Л. Давыдова Владимиру Петровичу в 1856 году было дано разрешение принять титул своего деда и потомственно именоваться графом Орловым-Давыдовым.
В 1780 году в селе Богородское Резаново тож, при речке Бирле, помещиковых крестьян, жило 162 ревизских душ. Село входило в состав Ставропольского уезда Симбирского наместничества.
В селе Рязаново — Казанско-Богородицкая церковь. Однопрестольная, здание деревянное, построена и освящена в 1791 году, на средства помещика Цызарева. В 1876 году пристроена новая колокольня.
Николаевская церковь. Однопрестольная, здание каменное, без колокольни; построена в 1794 году, на средства помещика А. И. Цызарева.
Старинное село Рязаново и графская Рязановская усадьба по своему расположению и внешнему виду резко отличались друг от друга. Крестьянские улицы села теснились по низменному левому берегу реки Бирля, а графская усадьба с красивым зданием, кирпичными амбарами и скотными дворами, с примыкавшим к ней большим фруктовым садом и сосновым бором раскинулась на высоком правом берегу реки Бирля. Последними владельцами усадьбы были Орловы-Давыдовы.
В 1859 году в селе Рязаново в 103 дворах жило 632 жителя, имелось две церкви, овчарня.
В 1900 году село Рязановка административный центр Рязановской волости, имелось две церкви, церковно-приходская школа, ветряная мельница.
До Октябрьской революции подавляющее большинство жителей села были неграмотными. Известно, что в 1889 году грамоте обучались лишь 6 человек, они ходили в школу за 7 километров – в Кондаковку. В 1897 году в селе была открыта трехклассная церковно-приходная школа, заведующим и законоучителем которой стал священник Николай Васильевич Красногорский, потом его сменил дьякон Кузнецов Максим Алексеевич. Школа размещалась в доме при церкви. В 1918 году под школу в селе Рязаново был официально передан дом бывшего священника Красногорского, а саму школу реорганизовали в Советскую трудовую школу I ступени.
В 1918 г. графское имение было преобразовано в совхоз, а затем в 1922 году — в коммуну.
25 октября 1925 года на базе Рязановского имения была организована профессиональная сельскохозяйственная школа, просуществовавшая до 1929 года. В школе было имела 2 отделения: «Агрономическое» и «Сыроварения и маслоделия».
После выпуска в 1929 году из сельскохозяйственной школы первых специалистов она была преобразована в Рязановский сельскохозяйственный техникум. В 1930 году техникум получил новое название – «Техникум свиноводства и ветеринарии». Учебное заведение просуществовало до 1934 года.
В 1932 году в селе построили новую деревянную школу, инициатором строительства был директор совхоза «Рязановский». В 1934 году здесь была открыта неполная средняя школа со сроком обучения 7 лет.
В годы Великой Отечественной войны более 300 рабочих и колхозников села ушли на фронт. Лишь треть из них вернулись в родное село.
В 1941 году из Воронежа в село эвакуировали зооветеринарный институт, в дальнейшем, с 12 июля 1943 года, ставшим Ульяновским сельскохозяйственным институтом (УСХИ).
От старой крестьянской части села ничего не осталось, жители левобережной части села переселились на высокий правый берег. Лес, ранее отделявший Рязаново от Никольское-на-Черемшане и Кротково-Городище, в первой половине 1950-х годов вырублен при подготовке ложа Куйбышевского водохранилища. При пониженном уровне воды в Куйбышевском водохранилище с горы еще можно увидеть площадь, на которой за рекой Бирлей до 1954 года располагались сельские улицы. При «высокой воде» эта площадь полностью покрыта водой.
В 1954 году большая часть села Рязаново была переселена из зоны затопления на правый берег Бирли и вскоре полностью слилась с бывшей усадьбой. До 1957 года на прежнем месте оставались около 20 домов, улица с этими домами тянулась по бугру. Сначала предполагалось, что воды Куйбышевского моря не помешают жить здесь людям, но в 1957–1958 годах жители этих домов также были переселены на правый берег.
В 1975 году в селе Рязаново построена новая кирпичная двухэтажная школа, в 1988 году она стала средней общеобразовательной.
1 июля 1980 года в селе на стадионе Рязановского совхоза-техникума состоялись Первые малые сельские Олимпийские игры.
С 2001 и по 2015 года была переоборудована в здании дореволюционной постройки церковь Покрова Пресвятой Богородицы.

## Население
| Год  | Численность | Численность |
| ---- | ----------- | ----------- |
| 1859 | 632         | [ 9 ]       |
| 1889 | 756         | [ 10 ]      |
| 1897 | 659         | [ 11 ]      |
| 1910 | 737         | [ 12 ]      |
| 2010 | 1511        | [ 1 ]       |

## Известные уроженцы и жители
- Здесь учился с 1927 по 1930 годы знаменитый летчик, Герой Советского Союза Захаров, Георгий Нефёдович[13].
- В Рязановском сельскохозяйственном техникуме учился Герой Социалистического Труда Селёдкин, Александр Николаевич[14].

## Достопримечательности

### Памятники истории
- Здание совхоза-техникума, где учился участник боев в Испании Герой Советского Союза генерал-майор Г. Н. Захаров, командир авиадивизии, в состав которой входил французский полк «Нормандия-Неман», почётный мер г. Парижа (ранее контора поместья Орлова-Давыдова) нач. XIX в.; 1926-1930 гг.[15]
- Обелиск воинам Великой Отечественной войны (1970 г.)[16], снесён в 2023 году. В 2010 году установлен новый мемориал[17].

### Памятники архитектуры
- «Ансамбль промышленной усадьбы Орлова-Давыдова. Дом для рабочих», нач. XX в. Объект культурного наследия (памятник истории и культуры) включён в список выявленных Распоряжением Главы администрации Ульяновской области от 29.07.1999 г. № 959-р.[15][18]

## Инфраструктура
В селе работает Рязановская средняя школа и Рязановский сельскохозяйственный техникум, а также Дом Культуры и Рязановская участковая больница.

## Улицы
ул. Больничная, ул. Дачная, ул. Дзержинского, ул. Комарова, ул. Лесная, ул. Мира, ул. Набережная, ул. Нагорная, ул. Озерная, ул. Октябрьская, Октябрьский пер., ул. Полевая, ул. Промышленная, ул. Пугачева, ул. Садовая, ул. Школьная.